# Abakus (Rechenhilfsmittel)

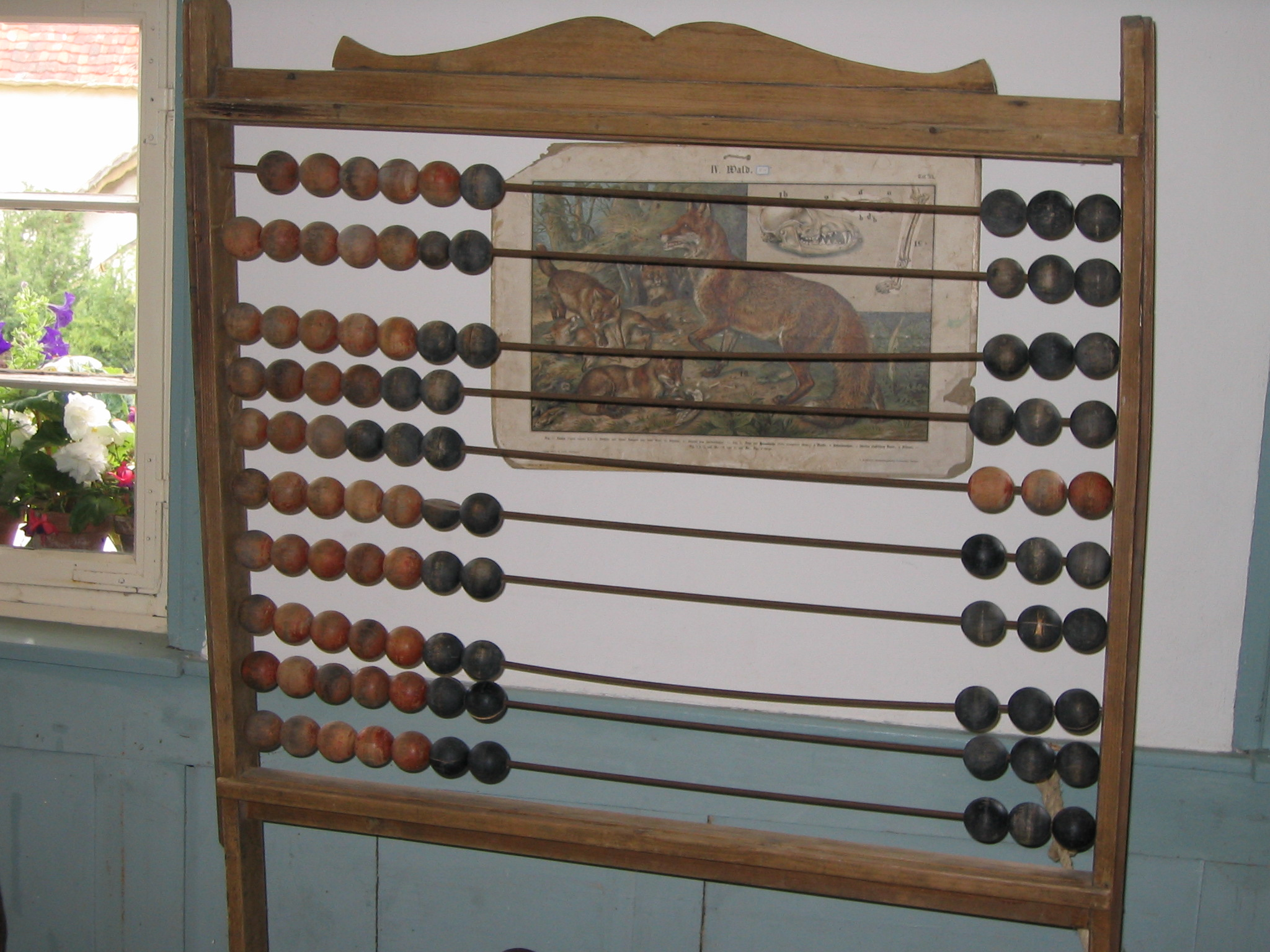
Abakus im Freilichtmuseum Neuhausen ob Eck.

Ein Abakus (Mehrzahl Abakusse oder Abaki) ist ein einfaches mechanisches Rechenhilfsmittel. Es enthält Kugeln, meist Holz- oder Glasperlen; beim vergleichbaren Rechenbrett kommen auch Münzen (Rechenpfennige) oder Rechensteine (Calculi) zum Einsatz. Je nach Ausführung wird auch die Bezeichnung Zählrahmen oder Rechenrahmen verwendet.

## Wortherkunft
Abakus ist im Mittelhochdeutschen aus dem lateinischen Wort abacus und dem griechischen Wort ἄβαξ abax (Genitiv ἄβακος ábakos) entlehnt, was „Tafel“ oder „Brett“ bedeutet. Das griechische ἄβαξ stammt womöglich von einem semitischen Wort wie etwa dem hebräischen ibeq ab, was „Staub wischen“ (Substantiv abaq, „Staub“) bedeutet.

## Beschreibung
Der Abakus besteht aus einem Rahmen mit Kugeln oder Steinen, die auf Stäben aufgefädelt sind beziehungsweise in Nuten, Rillen oder Schlitzen geführt werden. Die Variante mit Kugeln wird auch als russischer Abakus (Stschoty счёты, wohl von Stschot russisch счёт, Rechnung) bezeichnet, weil er dort in dieser Ausführung verwendet wurde. Die Kugeln oder Rechensteine stellen dabei durch ihre Lage eine bestimmte Zahl dar, das heißt, es wird normalerweise ein Stellenwertsystem zu Grunde gelegt. Beim russischen Abakus gibt es nicht die Einteilung wie in anderen Ländern, bei der ein Teil der Kugeln abgetrennt ist, die einen höheren Wert (normalerweise den fünffachen) haben. Dafür wird bei der russischen Version normalerweise noch ein gesondertes Bruchrechnungsbrett verwendet.
Ein Abakus ermöglicht die Durchführung der Grundrechenarten Addition, Subtraktion, Multiplikation und Division sowie das Ziehen von Quadrat- und Kubikwurzeln. Die meisten Rechenoperationen können mit den römischen Ziffern nicht einfach durchgeführt werden. Deshalb gab es den leicht abgewandelten Römischen Abakus.

## Geschichte

Rekonstruktion eines römischen Abakus

Der Abakus ist eines der ältesten bekannten Rechenhilfsmittel und vermutlich sumerischen Ursprungs. Der erste Abakus tauchte etwa zwischen 2700 und 2300 v. Chr. auf und war eine Holz- oder Tontafel, die in Spalten unterteilt war, wobei jede Spalte eine Stelle im sumerischen Sexagesimalsystem repräsentierte. Auf diese wurden gleich große Steine aus Ton oder kurze Schilfrohre gelegt. Die Sumerer erkannten, dass das Rechnen auf Linien oder Spalten effizienter war als mit verschiedenartigen Rechensteinen, bei denen die Größe oder Form die Position im Zahlensystem angab.
Die Babylonier übernahmen die Rechenbretter und übersetzten sie ins Dezimalsystem. Um 2000 v. Chr. kam es zu einem tiefgreifenden Wandel: die Babylonier begannen nun die Zahlen direkt auf Tontafeln zu schreiben, Zwischenergebnisse konnten nach jeder Operation gelöscht und wieder neu geschrieben werden. Mit der Zeit wurden die weichen Tontafeln durch harte Oberflächen wie Stein oder Metall ersetzt und die Ziffern in aufgestreuten Sand eingraviert. Über den Handel verbreitete sich der Abakus von Babylonien nach Indien, Persien und in den Mittelmeerraum.

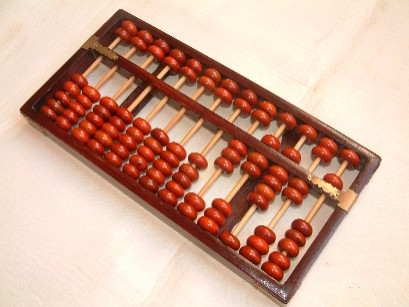
Chinesischer Suanpan mit eingestellter Dezimalzahl 37.925

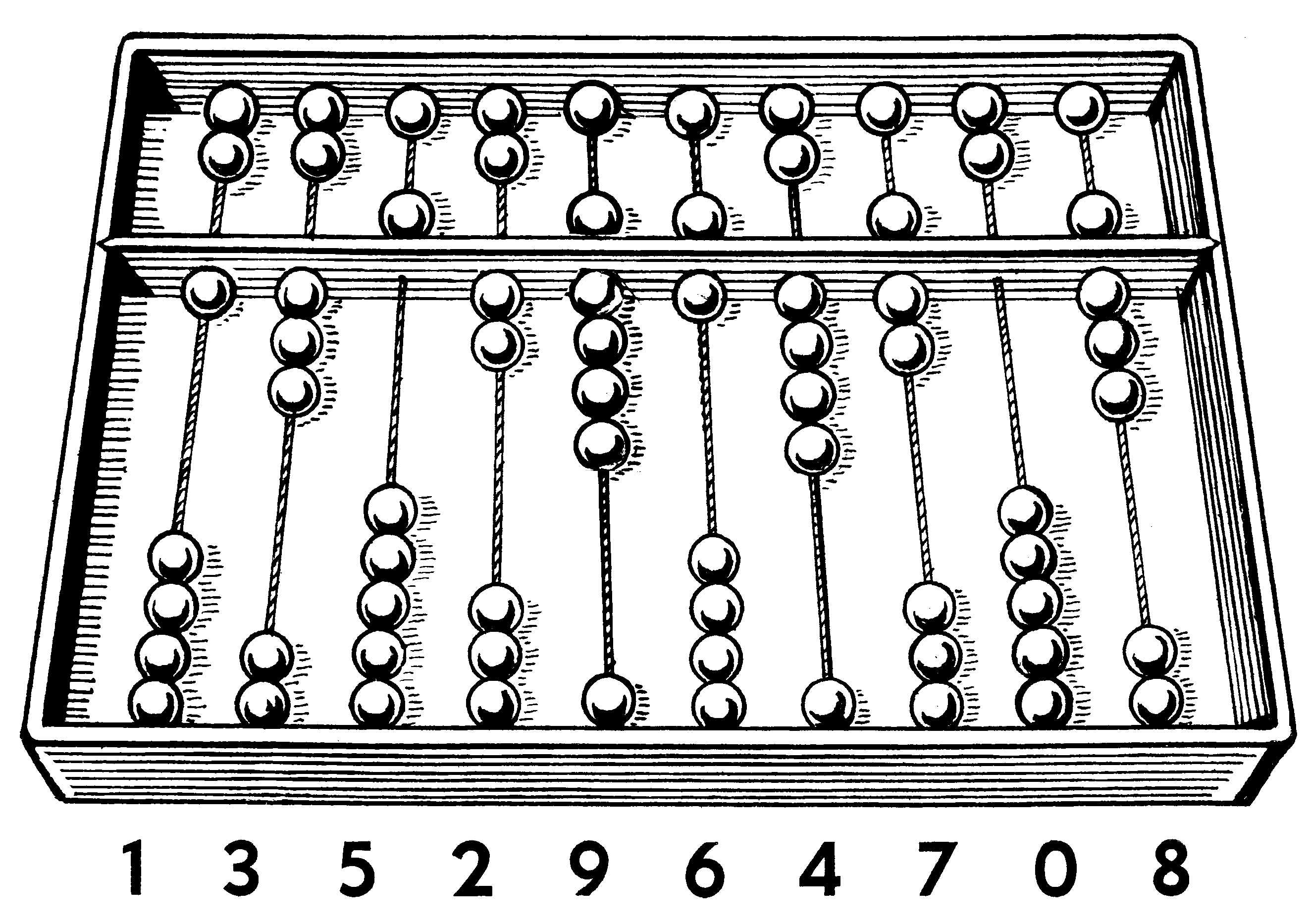
Suanpan-Darstellung der Dezimalzahl 1.352.964.708 als biquinärer Dezimalcode

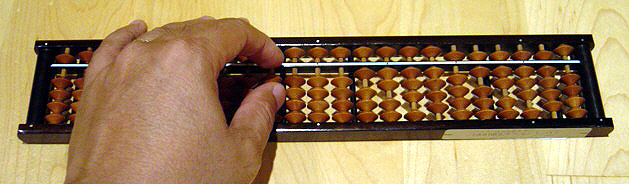
Moderne Ausführung des japanischen Soroban

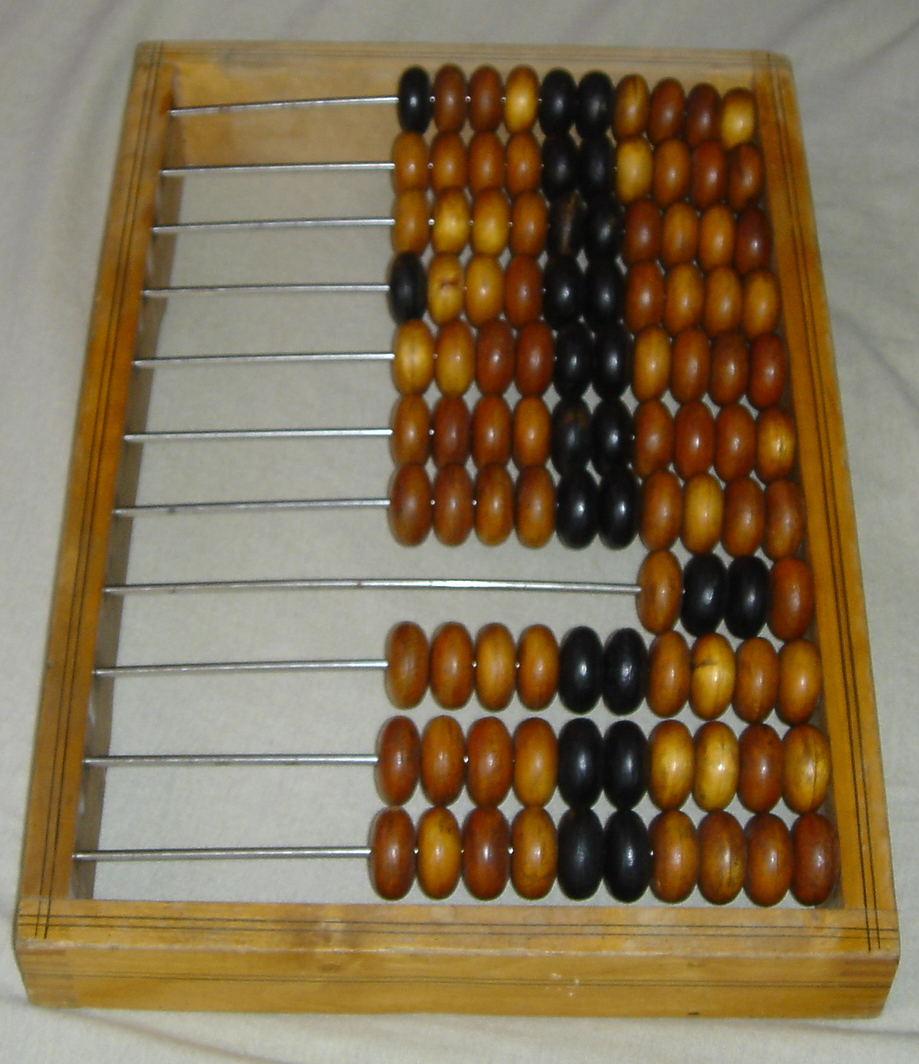
Russische Stschoty

Als ältestes erhaltenes Rechenbrett nach dem Prinzip des Abakus gilt die Salaminische Tafel um 300 v. Chr. Der römische Abakus wies Schlitzreihen auf, mit der sich die Rechensteine in festen Bahnen bewegen ließen. Im sechsten Jahrhundert wird in China erstmals eine „Perlenrechnung“, Zhusuan (珠算,  zhūsuàn – „wörtl. das Rechnen mit Perlen“) erwähnt. Etwa 1600 n. Chr. übernahmen die Japaner den Abakus von den Chinesen und vereinfachten ihn als Soroban. Bei Ausgrabungen wurden auch aztekische Abaki (von etwa 900–1000 n. Chr.) gefunden.
Die heute noch geläufigen Formen sind der europäische Abakus, das chinesische Suanpan (算盤 / 算盘,  suànpán – „wörtl. Rechenbrett“), der japanische Soroban und die russische Stschoty. Zhusuan (珠算,  zhūsuàn – „das Rechnen mit dem Abakus“), die traditionelle Rechenmethode mit dem Suanpan, wurde 2013 zur Repräsentativen Liste des immateriellen Kulturerbes der Menschheit der UNESCO hinzugefügt. Die Zahlendarstellung des Suanpan und des Soroban beruht auf dem biquinären Dezimalcode mit vier oder fünf Kugeln im unteren Teil als Einerstellen sowie ein oder zwei Kugeln im oberen Teil (auch Himmel genannt) als Vielfache von fünf.

## Funktionsweise
Bei der Anwendung des Abakus wird gerechnet, indem durch Addieren positiver oder negativer Zahlen jeweils unmittelbar die neue Summe als Ergebnis eingestellt wird. Beim Erlernen der Fertigkeit, mit dem Abakus zu rechnen, geht es daher im Wesentlichen darum, für jede Ausgangszahl (0 bis 9) zu lernen, wie jede zu addierende oder zu subtrahierende Zahl eingestellt wird. Wenn infolge stetigen Übens gewissermaßen ohne Nachdenken die Finger selbst „wissen“, was sie zu tun haben, können die Zahlen viel schneller eingegeben werden als auf einem elektronischen Taschenrechner. Die Zeitersparnis ist jedoch nur bei Addition und Subtraktion vorhanden, wie sie meist im Einzelhandel benötigt werden.
Der europäische Abakus war im Mittelalter weit verbreitet und wurde bis etwa ins 17. Jahrhundert benutzt. Durch die Möglichkeit des schriftlichen Rechnens nach Einführung der Indischen Zahlschrift wurde er weniger wichtig. Seit der Mitte des 17. Jahrhunderts wurde der Abakus durch die mechanischen Rechenmaschinen verdrängt, ist aber als Rechenhilfsmittel für Blinde noch in Gebrauch. Er wird in Osteuropa und Asien gelegentlich noch als preiswerte Rechenmaschine bei kleinen Geschäften verwendet. 
Multiplikation und Division sowie Wurzelziehen werden wie bei der Benutzung mechanischer Rechenmaschinen nach den Methoden des schriftlichen Rechnens auf mehrfache Addition oder Subtraktion zurückgeführt.